# Liste des châteaux de la Gironde
Cet article recense de manière non exhaustive les châteaux (de défense ou d'agrément), maisons fortes, mottes castrales, situés dans le département français de la Gironde. Il est fait état des inscriptions et classements au titre des monuments historiques.

## Liste
| Icône            | Signification    | Abréviations             | Abréviations                  | Abréviations             | Abréviations           |
| ---------------- | ---------------- | ------------------------ | ----------------------------- | ------------------------ | ---------------------- |
| Château fort     | Château fort     | = Bastide                | = Ferme fortifiée             | = Maison forte           | = (Néo-)Palladianisme  |
| Renaissance      | Renaissance      | = Château gascon         | = Folie (montpelliéraine)     | = Manoir, Gentilhommière | = Résidence épiscopale |
| Domaine viticole | Domaine viticole | = Classicisme, classique | = Forteresse, fort(ification) | = Maison (noble)         | = Style Beaux-Arts     |
| Palais           | Palais           | = Commanderie            | = Gothique (flamboyant)       | = Néo-baroque            | = Style Second Empire  |
| Ruine ou disparu | Ruine, disparu   | = Château pinardier      | = Hôtel particulier           | = Néo-classique          | = Style italianisant   |
|                  |                  | = Demeure seigneuriale   | ... = Style Louis XII...XVI   | = Néo-gothique           | = Style troubadour     |
|                  |                  | = Éclectisme             | = Logis (seigneurial)         | = Néo-Renaissance        | = Villa (de Nice)      |
| Baroque, rococo  | Baroque, rococo  | = Édifice religieux      | = Motte castrale/féodale      | = Pavillon de chasse     | = Styles du XXe siècle |

| Type                                               | Château                    | Commune                       | Protection | Notes | Coordonnées                 | Illustration |
| -------------------------------------------------- | -------------------------- | ----------------------------- | --- | --- | --------------------------- | ------------ |
| Château fort · Renaissance · Domaine viticole      | Château d'Agassac          | Ludon-Médoc                   | Inscrit MH (2013) · Notice no PA33000171 · Notice no IA00025093                                                                   | Moyen Âge, XVIe et XVIIe siècles, XIXe siècle                                                                                    | 44° 58′ 03″ N, 0° 36′ 32″ O |              |
|                                                    | Castel d'Andorte           | Le Bouscat                    | | |                             |              |
|                                                    | Château Aney               | Cussac-Fort-Médoc             | | |                             |              |
| Néo-classique                                      | Château d'Anglade          | Izon                          | Inscrit MH (1965) · Notice no PA00083573                                                                                          | XVIIIe siècle | 44° 55′ 55″ N, 0° 21′ 02″ O |              |
| Domaine viticole                                   | Château d'Arbieu           | Bazas                         | | |                             |              |
|                                                    | Château de La Bachellerie  | Lormont                       | | XVIIIe siècle |                             |              |
|                                                    | Château Bavoliers          | Saint-Christoly-de-Blaye      | | |                             |              |
| Manoir, gentilhommière                             | Château Beaugey            | Carignan-de-Bordeaux          | | XVIe et XIXe siècles | 44° 48′ 07″ N, 0° 28′ 48″ O |              |
|                                                    | Château Beaumont           | Bassens                       | | XVIIIe siècle, propriété de la municipalité depuis 1955, accueille Les Restos du Cœur                                            |                             |              |
| Domaine viticole                                   | Château Beaumont           | Cussac-Fort-Médoc             | | |                             |              |
| Château fort                                       | Château de Benauge         | Arbis                         | Inscrit MH (1995) · Notice no PA00135173 · Notice no IA00025293                                                                   | XIIIe et XVe siècles, XVIe et XVIIIe siècles                                                                                     | 44° 39′ 53″ N, 0° 16′ 04″ O |              |
| Château fort · Ruine ou disparu                    | Château de Blanquefort     | Blanquefort                   | Classé MH (1862) · Notice no PA00083147 · Notice no IA00025752                                                                    | XIe et XIIIe siècles, XVe siècle                                                                                                 | 44° 54′ 04″ N, 0° 37′ 48″ O |              |
|                                                    | Château Bone               | Gauriac                       | | |                             |              |
| Néo-classique                                      | Château du Bouilh          | Saint-André-de-Cubzac         | Classé MH (1943) · Notice no PA00083711                                                                                           | XVIIIe et XIXe siècles, visitable                                                                                                | 45° 00′ 33″ N, 0° 27′ 21″ O |              |
| Château fort · Néo-gothique                        | Château de La Brède        | La Brède                      | Classé MH (2008) · Notice no PA00083490                                                                                           | XIIIe et XIXe siècles, visitable                                                                                                 | 44° 40′ 45″ N, 0° 32′ 40″ O |              |
| Château fort · Ruine ou disparu                    | Château de Budos           | Budos                         | Inscrit MH (1988) · Notice no PA00083494                                                                                          | XIVe siècle | 44° 32′ 19″ N, 0° 22′ 58″ O |              |
|                                                    | Château de Cadaujac        | Cadaujac                      | | |                             |              |
| Renaissance · Classicisme, classique               | Château de Cadillac        | Cadillac                      | Classé MH (1862, 1956) · Inscrit MH (1965) · Notice no PA00083500 · Notice no PA00083502                                          | XVIe et XVIIe siècles, XVIIIe siècle                                                                                             | 44° 38′ 17″ N, 0° 19′ 13″ O |              |
|                                                    | Château de Camiac          | Créon                         | | |                             |              |
| Château fort · Domaine viticole                    | Château de Carles          | Saillans                      | Inscrit MH (1991) · Notice no PA00083904                                                                                          | XIVe et XIXe siècles | 44° 57′ 49″ N, 0° 16′ 07″ O |              |
|                                                    | Château Cazeau             | Saint-Paul                    | | |                             |              |
| Château fort · Classicisme, classique              | Château de Cazeneuve       | Préchac                       | Classé MH (1965) · Notice no PA00083676                                                                                           | XIe et XVIIe siècles, Ancienne résidence des Rois de Navarre, du Roi de France Henri IV et de la reine Margot, propriété privée. | 44° 23′ 15″ N, 0° 19′ 06″ O |              |
| Domaine viticole                                   | Château Pape Clément       | Pessac                        | | | 44° 48′ 21″ N, 0° 38′ 49″ O |              |
|                                                    | Château Coulon Laurensac   | Latresne                      | | |                             |              |
| Château fort · Ruine ou disparu                    | Château du Cros            | Loupiac                       | Inscrit MH (1993) · Notice no PA00125241, sur la plateforme ouverte du patrimoine, base Mérimée, ministère français de la Culture | XIIe siècle | 44° 36′ 40″ N, 0° 17′ 47″ O |              |
| Château fort · Domaine viticole                    | Château de Curton          | Daignac                       | Inscrit MH (1926) · Notice no PA00083535                                                                                          | Moyen Âge | 44° 48′ 43″ N, 0° 15′ 04″ O |              |
|                                                    | Château Deganne            | Arcachon                      | | Casino d'Arcachon | 44° 39′ 47″ N, 1° 09′ 52″ O |              |
| Classicisme, classique                             | Château Dillon             | Blanquefort                   | Inscrit MH (1984) · Notice no PA00083146 · Notice no IA00025759                                                                   | XVIIe et XVIIIe siècles XIXe et XXe siècles                                                                                      | 44° 55′ 15″ N, 0° 38′ 32″ O |              |
| Domaine viticole                                   | Château d'Eck              | Cadaujac                      | | (ex château des Freytets) | 44° 44′ 39″ N, 0° 32′ 21″ O |              |
| Château fort · Domaine viticole                    | Château de Fargues         | Fargues                       | Inscrit MH (2007) · Notice no PA33000099, sur la plateforme ouverte du patrimoine, base Mérimée, ministère français de la Culture | XIVe siècle XVIIe siècle | 44° 31′ 59″ N, 0° 17′ 32″ O |              |
| Domaine viticole                                   | Château Faugas             | Gabarnac                      | | | 44° 37′ 07″ N, 0° 15′ 34″ O |              |
| Domaine viticole                                   | Château de Figeac          | Saint-Émilion                 | | | 44° 54′ 46″ N, 0° 11′ 33″ O |              |
| Domaine viticole                                   | Château du Foulon          | Castelnau-de-Médoc            | | |                             |              |
| Domaine viticole                                   | Château Fombrauge          | Saint-Christophe-des-Bardes   | | |                             |              |
| Domaine viticole                                   | Château Le Grand Moulin    | Saint-Aubin-de-Blaye          | | |                             |              |
| Domaine viticole                                   | Château de Grattequina     | Blanquefort                   | | |                             |              |
|                                                    | Château de Guilleragues    | Saint-Sulpice-de-Guilleragues | | |                             |              |
|                                                    | Château du Hâ              | Bordeaux                      | | XVe siècle, à côté du Palais de Justice                                                                                          |                             |              |
| Château fort · Renaissance                         | Château du Hamel           | Castets et Castillon          | Inscrit MH (1963) · Notice no PA00083511                                                                                          | XIVe siècle XVIe siècle | 44° 33′ 46″ N, 0° 09′ 27″ O |              |
| Domaine viticole                                   | Château Haut Peyrat        | Cambes                        | | |                             |              |
| Domaine viticole                                   | Château Isabeau de Naujan  | Saint-Vincent-de-Pertignas    | | |                             |              |
| Domaine viticole                                   | Château Lafite Rothschild  | Pauillac                      | | |                             |              |
|                                                    | Château de Lagorce         | Haux                          | | |                             |              |
|                                                    | Château de Lagrange        | Blaye                         | | |                             |              |
|                                                    | Château de Langoiran       | Langoiran                     | | |                             |              |
| Domaine viticole                                   | Château de Lantic          | Martillac                     | | |                             |              |
|                                                    | Château Larose-Perganson   | Saint-Laurent-Médoc           | | |                             |              |
| Domaine viticole                                   | Château Lavergne           | Bouliac                       | | |                             |              |
|                                                    | Château Lescombes          | Eysines                       | | |                             |              |
|                                                    | Château de Lormont         | Lormont                       | | |                             |              |
| Domaine viticole                                   | Château de Lussac          | Lussac                        | | |                             |              |
|                                                    | Château de Macau           | Tauriac                       | | |                             |              |
|                                                    | Château de Malherbes       | Latresne                      | | |                             |              |
| Domaine viticole                                   | Château de Malle           | Preignac                      | | |                             |              |
|                                                    | Château de Malleret        | Pian-Médoc                    | | |                             |              |
|                                                    | Château Malromé            | Saint-André-du-Bois           | | Demeure familiale du peintre Henri de Toulouse-Lautrec                                                                           |                             |              |
| Domaine viticole                                   | Château Margaux            | Margaux                       | | |                             |              |
|                                                    | Fort Médoc                 | Cussac-Fort-Médoc             | | |                             |              |
| Domaine viticole                                   | Château de Meyre           | Avensan                       | | |                             |              |
|                                                    | Château de Monbadon        | Puisseguin                    | | |                             |              |
|                                                    | Château de Mongenan        | Portets                       | | |                             |              |
| Château fort                                       | Château de la Mothe-Gajac  | Saint-Médard-en-Jalles        | | |                             |              |
|                                                    | Château Mouton Rothschild  | Pauillac                      | | |                             |              |
|                                                    | Fort Paté                  | Blaye                         | | sur l'île Paté |                             |              |
|                                                    | Château de Peixotto        | Talence                       | | |                             |              |
|                                                    | Château Pérenne            | Saint-Genès-de-Blaye          | | |                             |              |
|                                                    | Château de Peybonhomme     | Blaye                         | | |                             |              |
|                                                    | Château Peychotte          | Mérignac                      | | (Maison carrée d'Arlac) |                             |              |
| Domaine viticole                                   | Château Le Piat            | Tauriac                       | | |                             |              |
|                                                    | Château Pichon             | Parempuyre                    | | |                             |              |
|                                                    | Château Pichon-Longueville | Pauillac                      | | |                             |              |
|                                                    | Château du Pilet           | Cavignac                      | | |                             |              |
|                                                    | Château Pinguet            | Budos                         | | |                             |              |
| Domaine viticole                                   | Château de Pitray          | Gardegan-et-Tourtirac         | | |                             |              |
|                                                    | Château de Pommiers        | Vérac                         | | XIIIe et XVIIIe siècles |                             |              |
|                                                    | Château Pontet d'Eyrans    | Blaye                         | | |                             |              |
|                                                    | Château du Poton           | Berson                        | | |                             |              |
| Domaine viticole                                   | Château de Pressac         | Saint-Étienne-de-Lisse        | | |                             |              |
| Domaine viticole                                   | Château de la Providence   | Mongauzy                      | | |                             |              |
| Domaine viticole                                   | Château Puy Castéra        | Cissac-Médoc                  | | |                             |              |
|                                                    | Château Puynard            | Berson                        | | |                             |              |
|                                                    | Château des Quat'Sos       | La Réole                      | | |                             |              |
| Château fort · Ruine ou disparu                    | Château de Rauzan          | Rauzan                        | Classé MH (1862) · Inscrit MH (1993) · Notice no PA00083693                                                                       | XIVe et XVe siècles, visitable                                                                                                   | 44° 46′ 50″ N, 0° 07′ 36″ O |              |
|                                                    | Château de Rebouquet       | Berson                        | | |                             |              |
| Domaine viticole                                   | Château de La Rivière      | La Rivière                    | | |                             |              |
|                                                    | Château du Roi             | Saint-Émilion                 | | donjon fortifié |                             |              |
| Château fort · Ruine ou disparu · Domaine viticole | Château de Roquetaillade   | Mazères                       | Classé MH (1976) · Inscrit MH (2002) · Notice no PA00083626                                                                       | XIe et XIVe siècles, XIXe siècle, visitable                                                                                      | 44° 29′ 33″ N, 0° 16′ 11″ O |              |
| Domaine viticole                                   | Château Rousselle          | Saint-Ciers-de-Canesse        | | |                             |              |
|                                                    | Château des Rudel          | Blaye                         | | |                             |              |
|                                                    | Château de Saint-Émilion   | Saint-Émilion                 | | |                             |              |
| Domaine viticole · Néo-classique · Style Louis XVI | Château Saint-Georges      | Montagne                      | | XVIIIe siècle |                             |              |
|                                                    | Château Saugeron           | Blaye                         | | |                             |              |
|                                                    | Château Ségonzac           | Saint-Genès-de-Blaye          | | |                             |              |
| Ruine ou disparu                                   | Château de Sémignan        | Saint-Laurent-Médoc           | | XIVe siècle |                             |              |
|                                                    | Château de Sentout         | Tabanac                       | | |                             |              |
|                                                    | Château du Taillan         | Taillan-Médoc                 | | |                             |              |
|                                                    | Château de Tastes          | Sainte-Croix-du-Mont          | | |                             |              |
|                                                    | Château Tayac              | Bayon-sur-Gironde             | | |                             |              |
|                                                    | Château de Thouars         | Talence                       | | XVIIIe siècle |                             |              |
| Domaine viticole                                   | Château La Tour Carnet     | Saint-Laurent-Médoc           | | |                             |              |
| Ruine ou disparu                                   | Château de la Trave        | Préchac                       | | XIVe siècle |                             |              |
|                                                    | Château Trompette          | Bordeaux                      | | détruit |                             |              |
|                                                    | Château de Vayres          | Vayres                        | | |                             |              |
| Château fort                                       | Tour de Veyrines           | Mérignac                      | | |                             |              |
| Château fort · Ruine ou disparu                    | Château de Villandraut     | Villandraut                   | Classé MH (1886) · Notice no PA00083861                                                                                           | XIIe et XIXe siècles, visitable                                                                                                  | 44° 27′ 35″ N, 0° 22′ 22″ O |              |